# Maximilian Sigl
Maximilian Sigl (* 26. Juni 1994 in Kaufbeuren) ist ein deutscher Eishockeyspieler, der zuletzt beim ESV Kaufbeuren in der DEL2 spielte und seine Karriere im Sommer 2015 beendete.

## Karriere
Maximilian Sigl fing mit drei Jahren in der Schlittschuhschule seines Heimatverein ESV Kaufbeuren an und durchlief dort sämtliche Nachwuchsmannschaften. 2011 gelang ihm dann der Gewinn der Deutschen Meisterschaft und der damit verbundene Aufstieg in die DNL, in der er sich als Führungsspieler etablierte.
Während der Saison 2013/14 debütierte er für die Profimannschaft des Vereins in der DEL2.